# كورتيمادجوري
كورتيمادجوري (بالإيطالية: Cortemaggiore)‏ هي بلدية في مقاطعة بياتشنزا في إقليم إميليا رومانيا الإيطالي.

## السكان
في سنة 1861 بلغ عدد السكان 4٬555 نسمة، وتطور العدد ليصل في سنة 2011 لـ 4٬456 نسمة.
يظهر هذا المخطط البياني تطور النمو السكاني لـ كورتيمادجوري

## أعلام
- لورينزو ريسبيغي
- فرانكو فابريزي